# Inostemma
Inostemma is een geslacht van vliesvleugelige insecten uit de familie Platygastridae.

## Soorten
- I. abnormale Tomsik, 1950
- I. acuminatum Tomsik, 1950
- I. acuticornis Musil, 1958
- I. austriacum Szelenyi, 1938
- I. avenae Kieffer, 1916
- I. biroi Szelenyi, 1938
- I. boscii (Jurine, 1807)
- I. brevicornu Vikberg, 1965
- I. contariniae Szelenyi, 1938
- I. curtum Szelenyi, 1938
- I. discessus Szelenyi, 1939
- I. falcatum Toelg, 1921
- I. favo Walker, 1838
- I. foersteri Kieffer, 1914
- I. frivaldszkyi Szelenyi, 1938
- I. hemicerum Tomsik, 1950
- I. hyperici Debauche, 1947
- I. kiefferi Toelg, 1914
- I. lycon Walker, 1835
- I. mediterraneum (Kieffer, 1916)
- I. melicerta Walker, 1835

- I. menippus Walker, 1835
- I. mosellanae Vlug, 1991
- I. nievesaldreyi Buhl, 2001
- I. opacum Thomson, 1859
- I. pannonicum (Szelenyi, 1938)
- I. piricola (Kieffer, 1906)
- I. quinquearticulatum (Szelenyi, 1938)
- I. reticulatum (Szelenyi, 1938)
- I. rossicum (Szepligeti, 1901)
- I. spinulosum Kieffer, 1916
- I. staryi Masner, 1955
- I. szabopatayi Szelenyi, 1938
- I. szepligetii Kieffer, 1916
- I. walkeri Kieffer, 1914